# Heinrich Kypke
Georg Heinrich Kypke (* 3. April 1838 in Rossow, Kreis Saatzig; † 22. Oktober 1908 in Halle a. d. Saale) war ein evangelischer Geistlicher in Pommern.

## Leben

### Familie
Heinrich wurde als dritter Sohn des Pastors in Rossow Carl Heinrich Kypke (1800–1884) und der Johanna Emilie Laura Dörry (1815–1884) geboren. Er hatte zwölf Geschwister. 1864 heiratete er Clara Wilhelmine Henriette Lenz (* 1842, † nach 1908). Aus der Ehe gingen zehn Kinder hervor.

### Werdegang
Von 1852 bis 1857 besuchte Kypke das Marienstiftsgymnasium in Stettin. Anschließend studierte er bis 1860 Theologie in Berlin. Danach war er bis 1864, zunächst bei den von Bülow in Hoffelde, dann bei den von Dewitz auf Fahrbezin als Hauslehrer tätig. Als Pastor wirkte er von 1864 bis 1871 in Basenthin, von 1871 bis 1879 in Naseband und von 1880 bis 1894 in Büche. Im Jahr 1894 wurde ihm anlässlich seiner Pensionierung der Rote Adlerorden IV. Klasse verliehen. Kypke wurde dann Leiter des christlichen Logierhauses Pensionat zum Hochstein in Schreiberhau und verbrachte seinen Lebensabend als Emeritus in Halle a.d. Saale.

## Werke
- Missionsgeschichte für das christl. Volk, Berlin 1875.
- Auf, laßt uns Zion bauen! 12 Missionsbetrachtungen, Berlin 1876.
- Bilder aus dem Marienfließ’schen Kloster, Marienfließ 1885.
- Die Geschichte des Geschlechts der von Kleist, Berlin 1877/1887.
- Milde Stiftungen pommerscher Kinderfreunde, Marienfließ 1889.
- Durch welche Mittel ich meinen chronischen Bronchialkatarrh, verbunden mit heftiger Atemnot, erfolgreich bekämpft habe, Leipzig 1895.
- Denkwürdigkeiten aus dem Leben des Freiheitskämpfers und Glaubensstreiters W. Ribbeck, Leipzig 1897.
- Starks güldenes Schatzkästlein, Neubearbeitung, Reutlingen 1898.
- Ernstes und Heiteres aus dem Burenlande und -kriege in Südafrika, Berlin 1900/1902.
- Kurze Chronik der Familie Kypke, 1900. (Digitalisat auf GenWiki)
- Chronik des alten Adelsgeschlechtes der von dem Lentcze nebst den bürgerlichen Abzweigungen der Lenz (Lentz, Lentze), Halle a. d. Saale 1904.
  - Ergänzungsband der Familienchronik des Lenz-Lentz-Lentze´schen Geschlechts, nebst Berichtigungen, Halle a. d. Saale 1908.